# Browar w Żywcu
Browar w Żywcu — польське пивоварне підприємство, розташоване в місті Живець. Належить концерну «Grupa Żywiec».
Підприємство засноване у 1856 році у селі Павлусьє, нині частині села Вепш, на теренах так званої Живецької держави.
У 1994 році власником пивоварні став нідерландський концерн Heineken N.V., який у 1998 році об'єднав свої польські активи у групу компаній «Grupa Żywiec».

## Історія назв
За більш ніж 150-річну історію підприємство неодноразово змінювало назву та організаційну форму. Впродовж всієї історії існування броварня носила назви:
- Arcyksiążęcy Browar na Pawlusiu (1856–1880 рр.)
- Arcyksiążęcy Browar w Żywcu (1880 – 20 грудня 1934 рр.)
- Karol Olbracht Habsburg. Arcyksiążęcy Browar w Żywcu (21 грудня 1934 – 2 вересня 1939 рр.)
- Beskidenbrauerei Saybusch (3 вересня 1939 – квітня 1945 рр.)
- Karol Olbracht Habsburg. Arcyksiążęcy Browar w Żywcu pod Zarządem Państwowym (1945 р.)
- Państwowe Zakłady Przemysłowe i Browar „Żywiec” w Żywcu (1946 р.)
- Państwowe Nieruchomości Ziemskie. Browar Żywiec (1946 р.)
- Państwowy Browar w Żywcu pod Zarządem Państwowym (1947–1949 рр.)
- Zakłady Piwowarsko-Słodownicze w Żywcu (1949–1956 рр.)
- Żywieckie Zakłady Piwowarsko-Słodownicze w Żywcu (1956–1971 рр.)
- Żywieckie Zakłady Piwowarskie w Żywcu (1971–1974 рр.)
- Zakłady Piwowarskie w Żywcu (1974 – 30 грудня 1990 рр.)
- Zakłady Piwowarskie w Żywcu S.A. (31 грудня 1990 – 20 липня 1999 рр.)
- Browary Żywiec S.A. (з 21 липня 1999 р.)

## Продукція
Лагери
- Heineken
- Warka
- Żywiec Beer
- Żywiec Full Light
- Żywiec Bock
- Żywiec Niskoalkoholowe
- EB

Смакові пива/радлери
- Desperados
- Freeq
- Freeq Golden Apple
- Freeq Green Lime
- Freeq Red Fruits